# فیبروم تخمدان

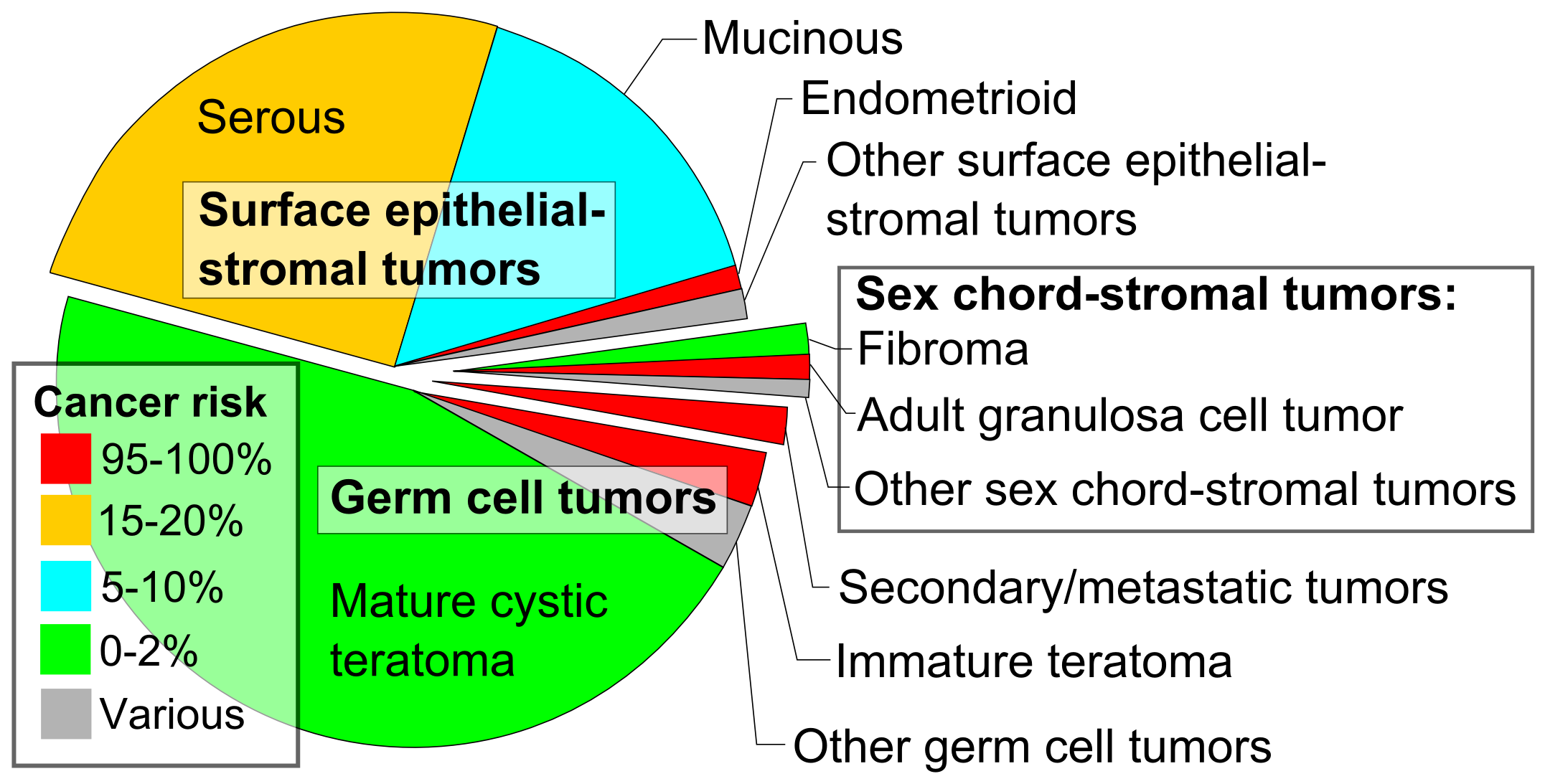
تومورهای تخمدان بر اساس میزان بروز و خطر سرطان تخمدان. آمار مربوط به فیبروم تخمدان در سمت راست نشان داده شده است.

فیبروم تخمدان (انگلیسی: Ovarian fibroma) همچنین فیبروم، یک تومور خوش‌خیم استرومایی طناب جنسی است.
فیبروم‌های تخمدان ۴ درصد از تومورهای تخمدان را تشکیل می‌دهند و بیشتر در دوران پیش از یائسگی و پس از یائسگی رخ می‌دهند، سن متوسط آن حدود ۵۲ سال گزارش شده است و در کودکان نادر است. ضایعات معمولاً بدون علامت هستند. در صورت وجود علائم، شایع‌ترین آن درد شکم است. برخی بیماران ممکن است اِدِم و نشانه‌های سندرم میگز را داشته باشند که ممکن است جزئی از سندرم کارسینومای سلول بازال نووید (سندرم گورلین) باشد.
در آسیب‌شناسی ماکروسکوپی، این تومورها سفت و سفیدرنگ یا خرمایی هستند. در بررسی میکروسکوپی، دسته‌های متقاطع سلول‌های دوکی وجود دارد که کلاژن تولید می‌کنند.
ممکن است در تومورها نواحی تکوماتو وجود داشته باشد که در این صورت بدان فیبروتکوما می‌گویند. وجود فیبروم تخمدان در برخی موارد می‌تواند باعث پیچ‌خوردگی تخمدان شود.
تشخیص فیبروم تخمدان توسط سونوگرافی، سی‌تی اسکن و تصویربرداری پرتو مغناطیسی مقدور است. در برخی بیماران سطح CA-125 بالا می‌رود. آسیب‌شناسی بافتی، سلول‌های فیبرومی دوکی‌شکل را نشان می‌دهد که کلاژن فراوان دارند.